# Désiré Doué
Désiré Doué (Angers, 2005. június 3. –) francia válogatott labdarúgó, a Paris Saint-Germain csatára.

## Pályafutása

### Klubcsapatokban
Doué a franciaországi Angers városában született. Az ifjúsági pályafutását 2011-ben a Rennes-nél kezdte.
2022-ben mutatkozott be a Rennes első osztályban szereplő felnőtt csapatában. 2022. augusztus 7-én, mindössze 17 évesen, a Lorient ellen debütált. Augusztus 31-én meg is szerezte első gólját a Brest ellen. 2024. augusztus 17-én a Bayern München ajánlatát elutasítva, ötévre szóló szerződést kötött a Paris Saint-Germain együttesével. Augusztus 23-án mutatkozott be először, a Montpellier ellen. Első gólját december 10-én, a Salzburg ellen idegenben 3–0-ra megnyert bajnokok ligája csoportkör-mérkőzésen szerezte meg. December 18-án, a Monaco elleni bajnokin is betalált az ellenfél hálójába. Március 29-én, a Saint-Étienne ellen kétszer is eredményes volt.

### A válogatottban
Doué az U17-estől az U23-asig szinte minden korosztályos válogatottban képviselte Franciaországot. Részt vett hazája színeiben a 2024-es olimpián, ahol egészen a döntőig jutottak.
2025-ben debütált a felnőtt válogatottban. Először a 2025. március 23-ai, Horvátország elleni Nemzetek Ligája mérkőzés 66. percében, Bradley Barcola cseréjeként lépett pályára. A tizenegyespárbajban betalált a kapuba, így hozzájárulva a csapat elődöntőbe való bejutásához. 

## Statisztika

### A válogatottban
| Válogatott    | Év       | Pályára lépés | Gól |
| ------------- | -------- | ------------- | --- |
| Franciaország | 2025     | 1             | 0   |
| Összesen      | Összesen | 1             | 0   |

## Sikerei, díjai
PSG
- Ligue 1
  - Bajnok (1): 2024–25

- Francia Szuperkupa
  - Győztes (1): 2024

Francia U17-es válogatott
- U17-es labdarúgó-Európa-bajnokság
  - Győztes (1): 2022

Francia Olimpiai Csapat
- Nyári Olimpiai Játékok – Labdarúgás
  - Ezüstérmes (1): 2024